# Soyuz TMA-14M
Soyuz TMA-14M foi uma missão tripulada do programa espacial russo Soyuz à Estação Espacial Internacional, lançada do Cosmódromo de Baikonur em 25 de setembro de 2014, transportando três integrantes da Expedição 41 para a ISS. Este foi o 123.º voo de uma nave Soyuz desde o primeiro lançamento em 1967. Ela ficou acoplada à estação também durante a Expedição 42 para servir de veículo de escape em caso de emergência, até sua desacoplagem e retorno em 11 de março de 2015.
A missão foi especialmente notável por ser a primeira vez em 17 anos que uma mulher russa subiu ao espaço, a cosmonauta Yelena Serova, que também foi a primeira russa a habitar a estação espacial.

## Tripulação
| Posição             | Cosmo/Astronauta       |
| ------------------- | ---------------------- |
| Comandante          | Aleksandr Samokutyayev |
| Engenheira de voo 1 | Yelena Serova          |
| Engenheiro de voo 2 | Barry Wilmore          |

## Parâmetros da Missão
- Massa: 7.200 kg
- Perigeu: 396 km
- Apogeu: 408 km
- Inclinação: 51,65°
- Período orbital: 92,60 minutos

## Missão

### Lançamento e acoplagem
A TMA-14M foi lançada com sucesso no topo do foguete Soyuz-FG às 20:25 UTC de 25 de setembro (02:25 de 26 de setembro hora local) do Cosmódromo de Baikonur, no Cazaquistão e alcançou a órbita terrestre baixa aproximadamente nove minutos depois. Depois de alcançar a órbita um dos painéis solares da nave não se abriu, só vindo a funcionar corretamente depois da acoplagem com a ISS. O imprevisto, porém, não foi considerado pela direção da missão em terra como alguma ameaça ao sucesso do voo.
Após realizar quatro órbitas num voo de aproximação de cerca de seis horas, a nave acoplou-se ao módulo Poisk da estação às 02:11 UTC de 26 de setembro. As escotilhas entre as duas espaçonaves foram abertas às 04:06 UTC e seguiu-se a cerimônia de boas-vindas entre a equipe que chegou na TMA-14M e a que já se encontrava na ISS, levada anteriormente pela TMA-13M, completando a tripulação total da missão em órbita.

### Retorno
A missão encerrou-se às 22:44 UTC de 11 de março de 2015, após a desacoplagem da nave do módulo Poisk, pousando nas estepes do Cazaquistão às 02:07 UTC de 12 de março.

## Galeria

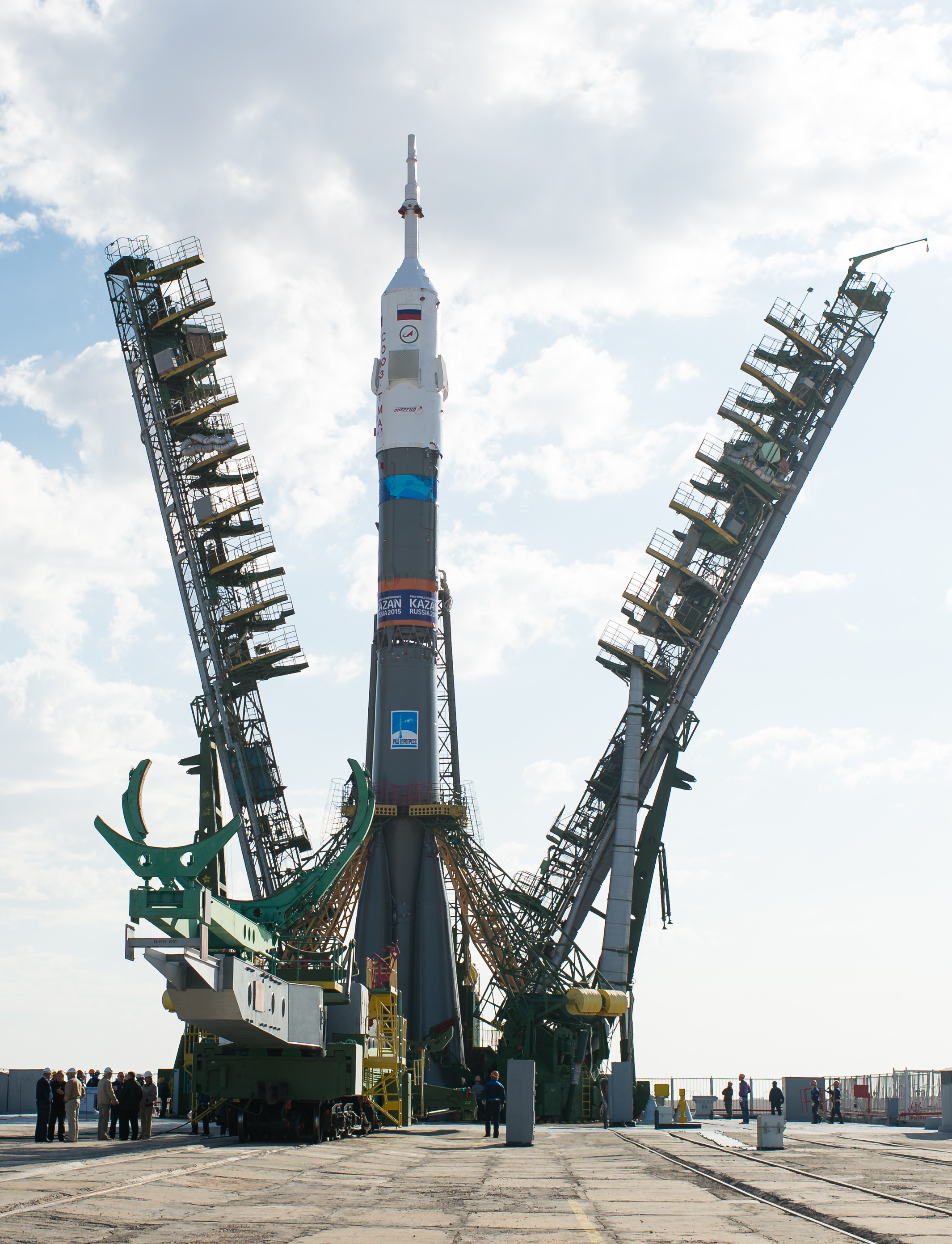
O foguete Soyuz-FG é colocado em posição de lançamento com a TMA-14M em seu topo.
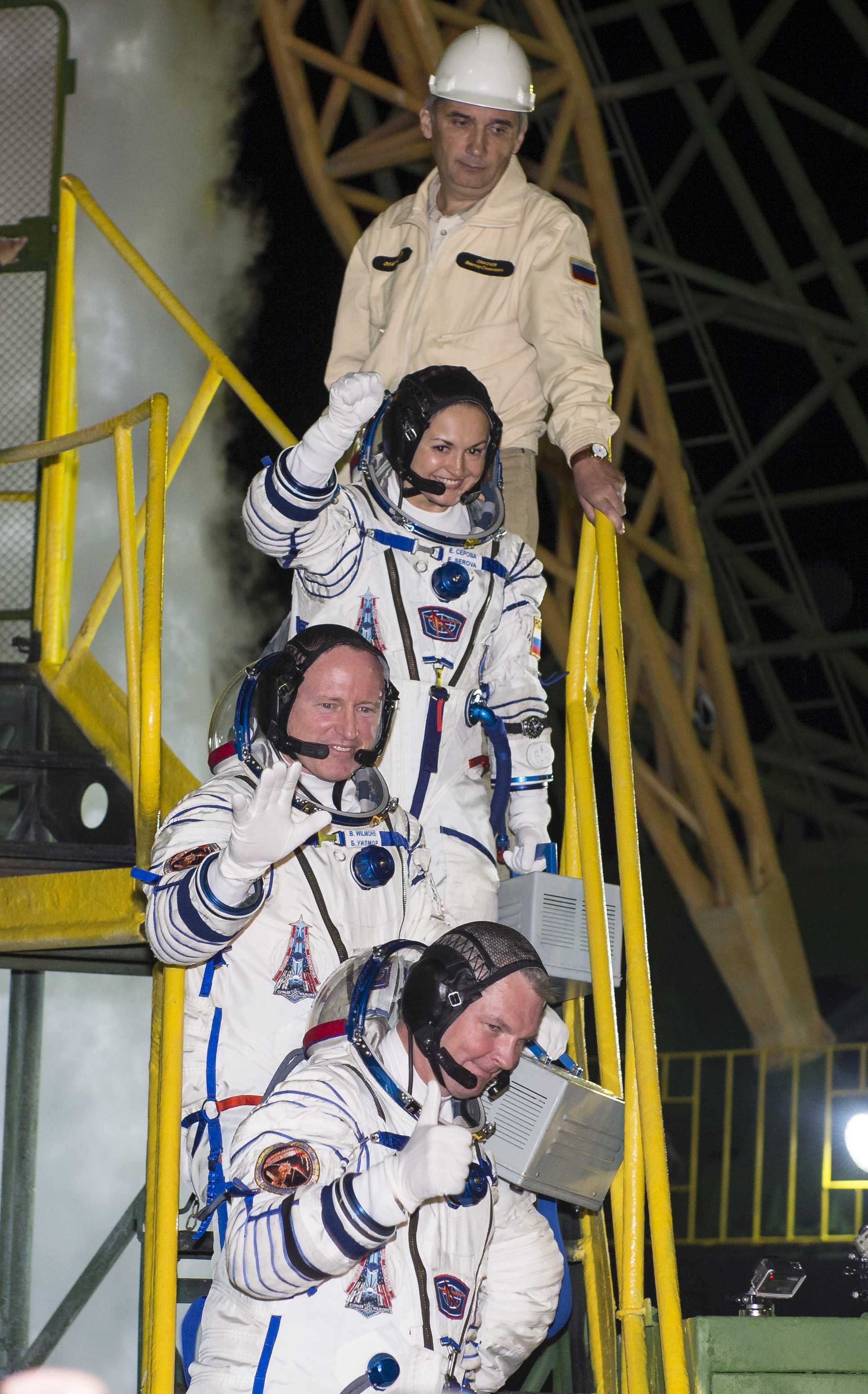
A tripulação se despede de técnicos e cientistas na plataforma de embarque.
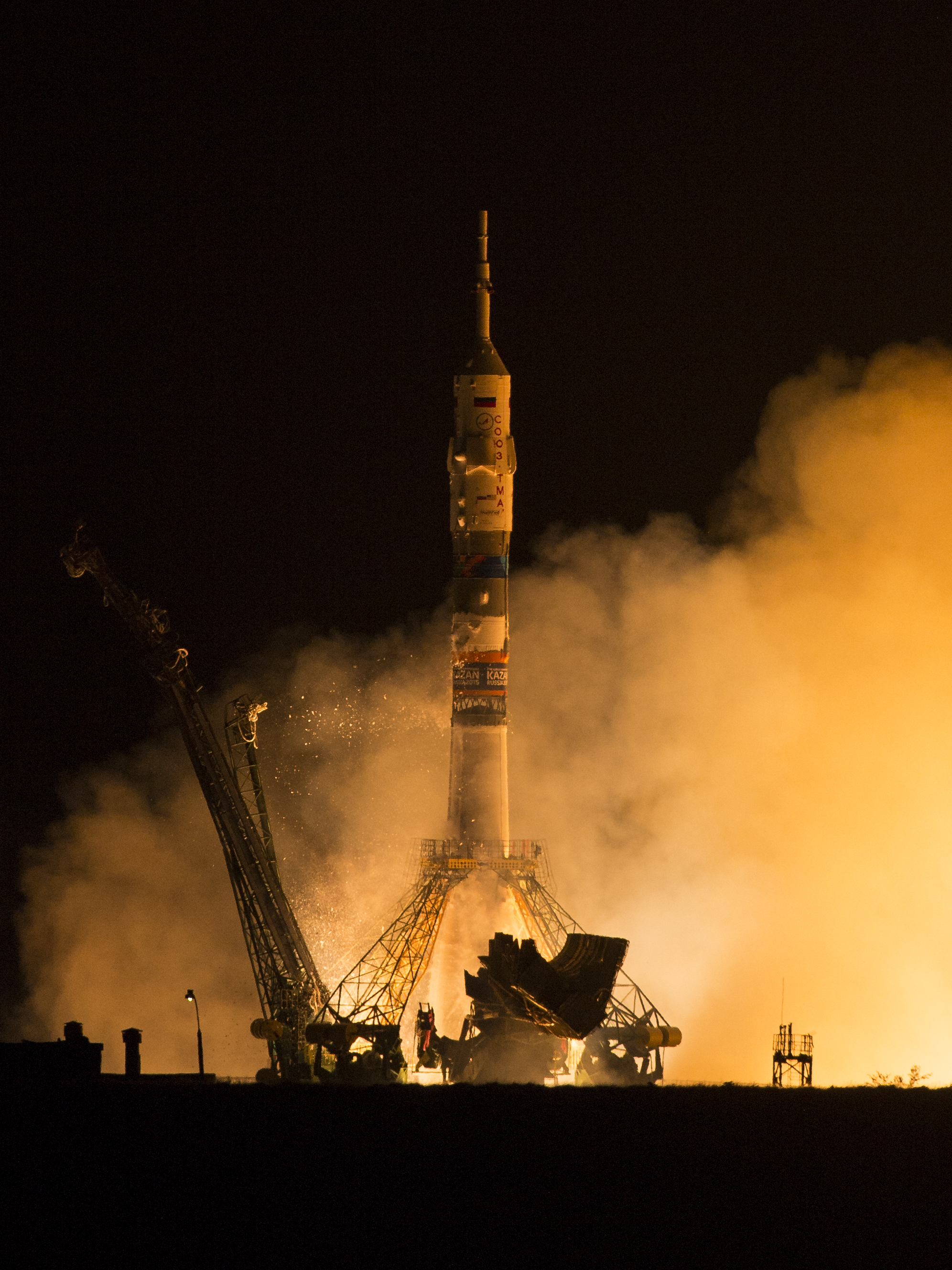
Lançamento do Cosmódromo de Baikonur.
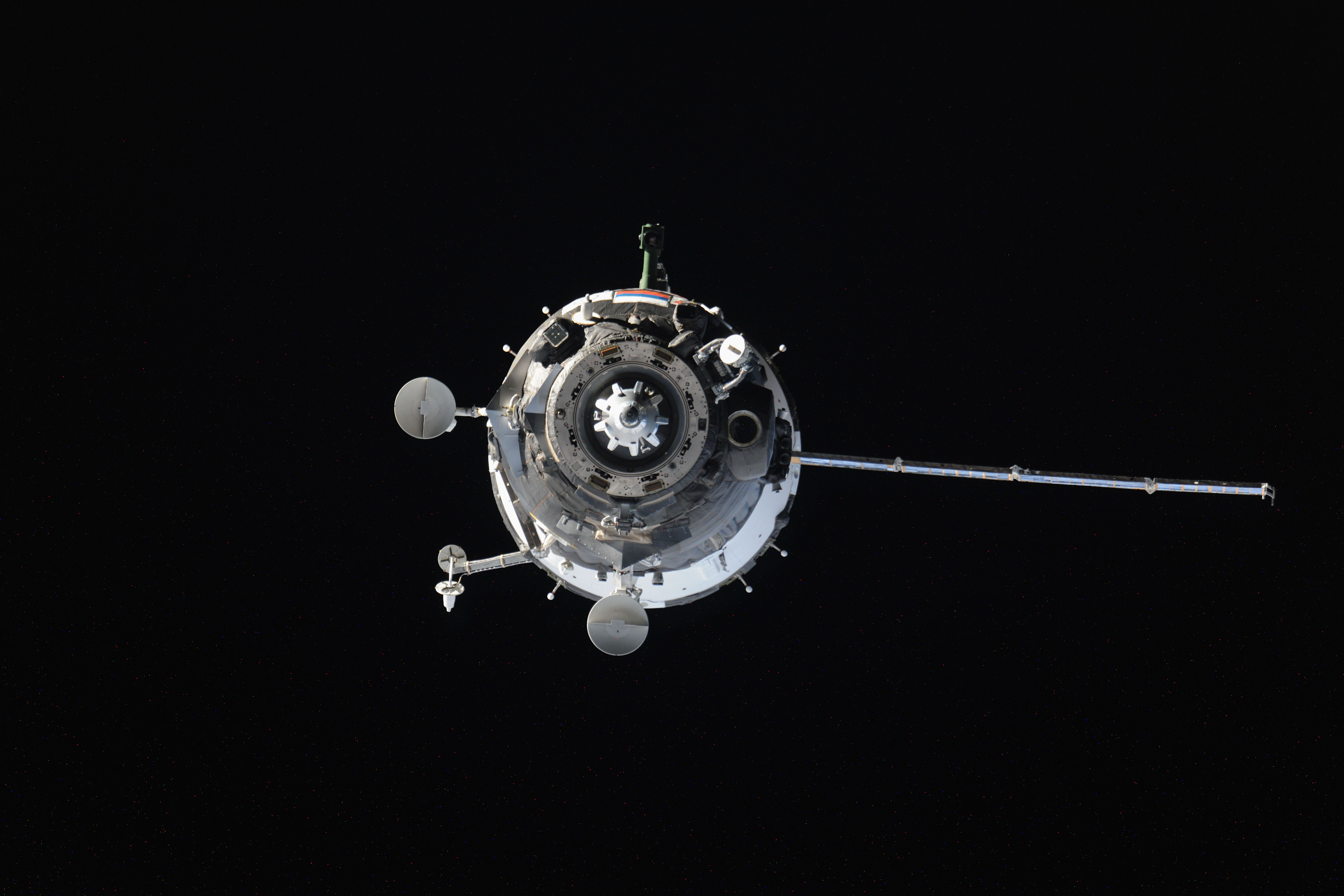
A TMA-14M se aproximando da ISS, com um dos painéis solares fechado.
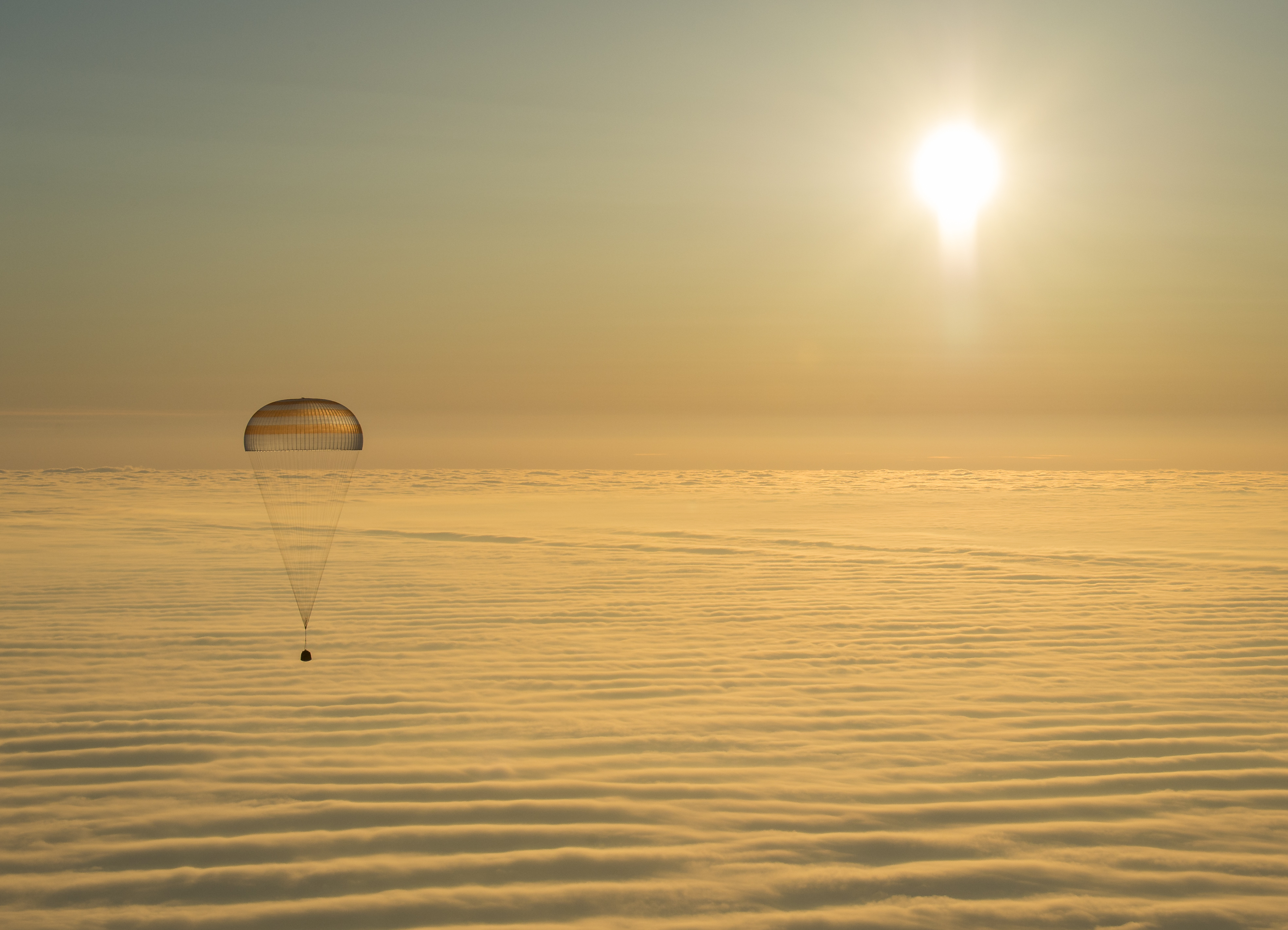
A cápsula Soyuz pousa suavemente no Cazaquistão encerrando a missão.